# Robledales isla de la Llanada Alavesa
Los Robledales isla de la Llanada Alavesa son pequeños bosques aislados formados principalmente por poblaciones de robles y quejigos y habitados por algunas especies de fauna y flora amenazadas. Los robledales isla son testimonio de una vegetación forestal de fondo de valle autóctona, muy  abundante en la Llanada Alavesa hasta mediados del siglo XX, que ha ido sufriendo un gran retroceso a causa de las actividades humanas y los cambios de uso del territorio hasta que se ha reducido a una mínima presencia que requiere conservación.

## Origen y evolución

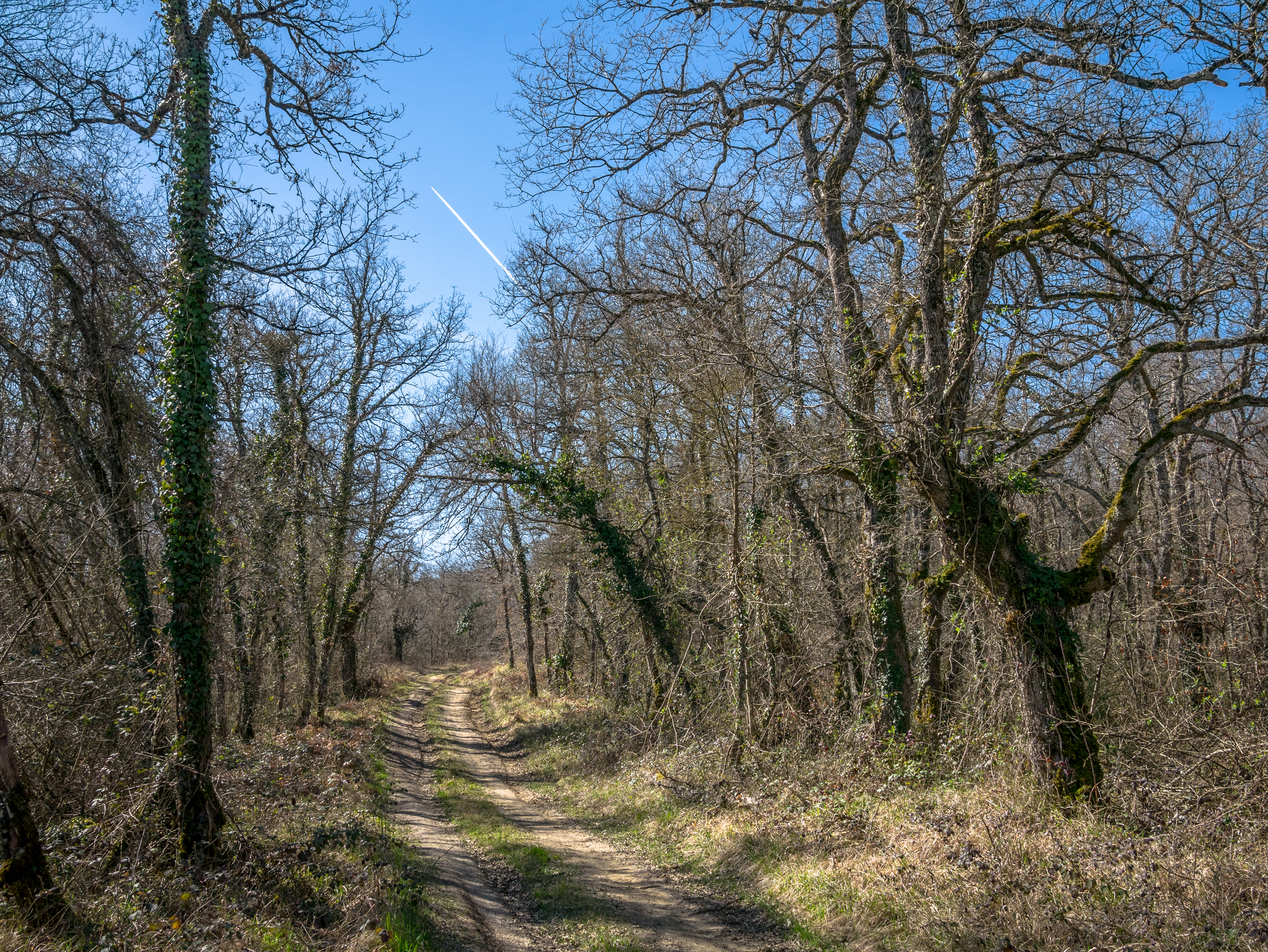
Camino en el bosque de Elburgo-Gáceta

El paisaje de la Llanada, en el centro geográfico de Álava, se ha caracterizado en el transcurso de su historia por la fuerte implantación de actividades humanas, destacando la agricultura intensiva (principalmente cultivos de cereal, remolacha y patata) así como la presencia de ocupaciones urbanas de considerable tamaño como Vitoria, importantes corredores de comunicaciones y zonas industriales. Las condiciones topográficas e históricas, la explotación de los bosques para la obtención de materia prima y alimento y la tala para la ampliación de los terrenos de cultivo han facilitado la acelerada desaparición de la cubierta forestal primigenia, constituida fundamentalmente por bosques de roble pedunculado (Quercus robur). Finalmente, estas formaciones vegetales se han preservado sólo en contados enclaves de reducidas dimensiones.

## Características y localización
Estos pequeños bosques se encuentran dispersos por la zona central y nororiental de Álava, área incluida en la región biogeográfica mediterránea. Geológicamente, se asientan sobre sustratos aluviales en unas ocasiones, y sobre margas y calizas arcillosas en otras. Según los datos del catastro de Álava, la Zona especial de Conservación de los robledales isla de la Llanada Alavesa (ZEC ES2110013) es, en su mayoría, terreno de propiedad pública y está en gran parte incluida en el Listado abierto de Espacios de Interés Naturalístico del País Vasco.

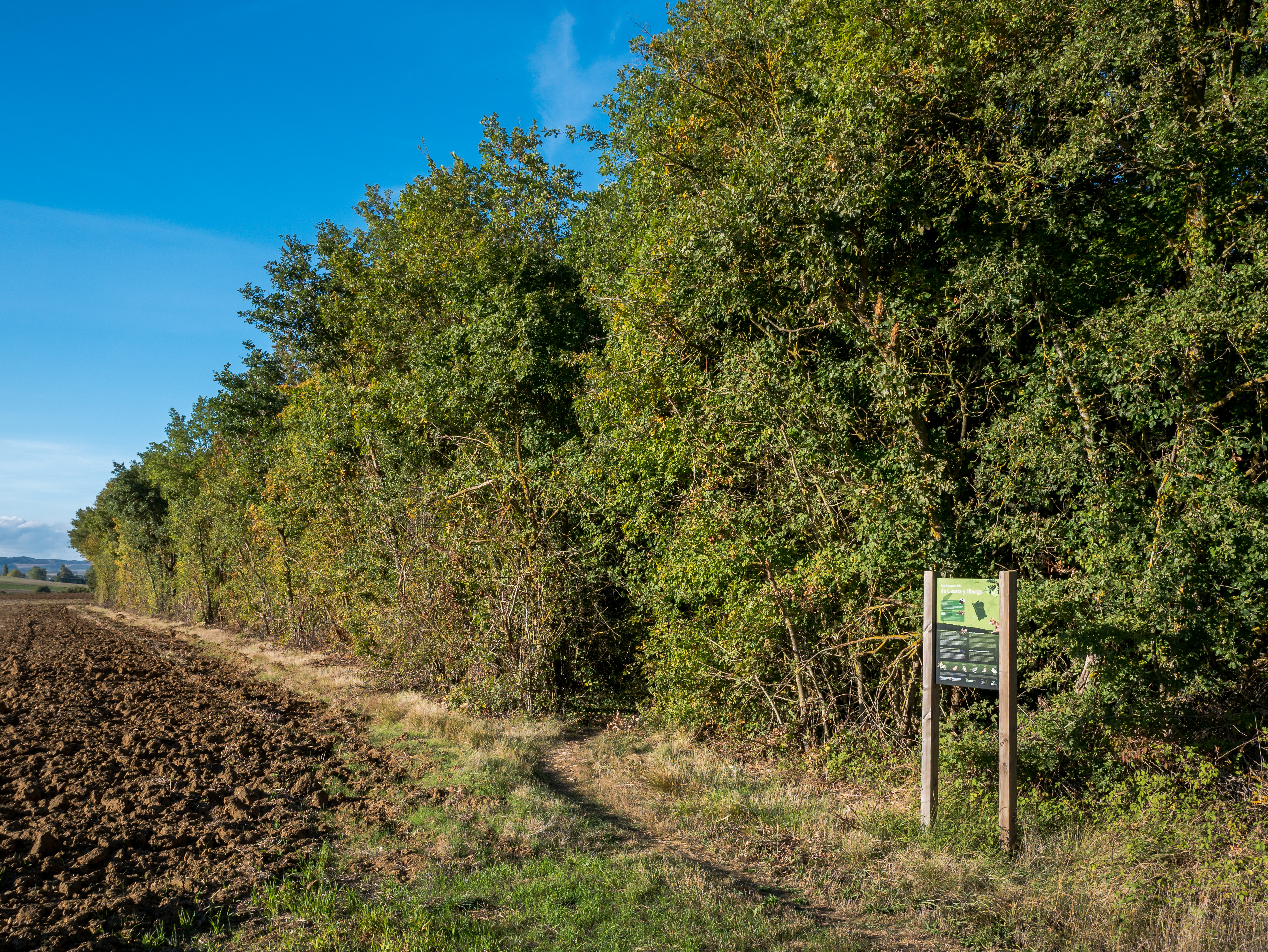
Entrada señalizada al robledal isla de Elburgo-Gáceta

Se han catalogado un total de 13 fragmentos boscosos que en su conjunto ocupan alrededor de 280 hectáreas. Se reparten entre los municipios alaveses de Arrazua-Ubarrundia, Elburgo, San Millán, Iruraiz-Gauna, Vitoria y Zalduendo de Álava. Los bosques isla de la Llanada Alavesa son, de este a oeste, los siguientes: Sarbikoetxea, Arzubiaga, Durruma, Mendiluz, Maumea, Sarrena, Elburgo, Gazeta, Santa Lucía, Larrazabal, El Montico, Arangutxi y, el más extenso de todos, Mezkia.

## Protección

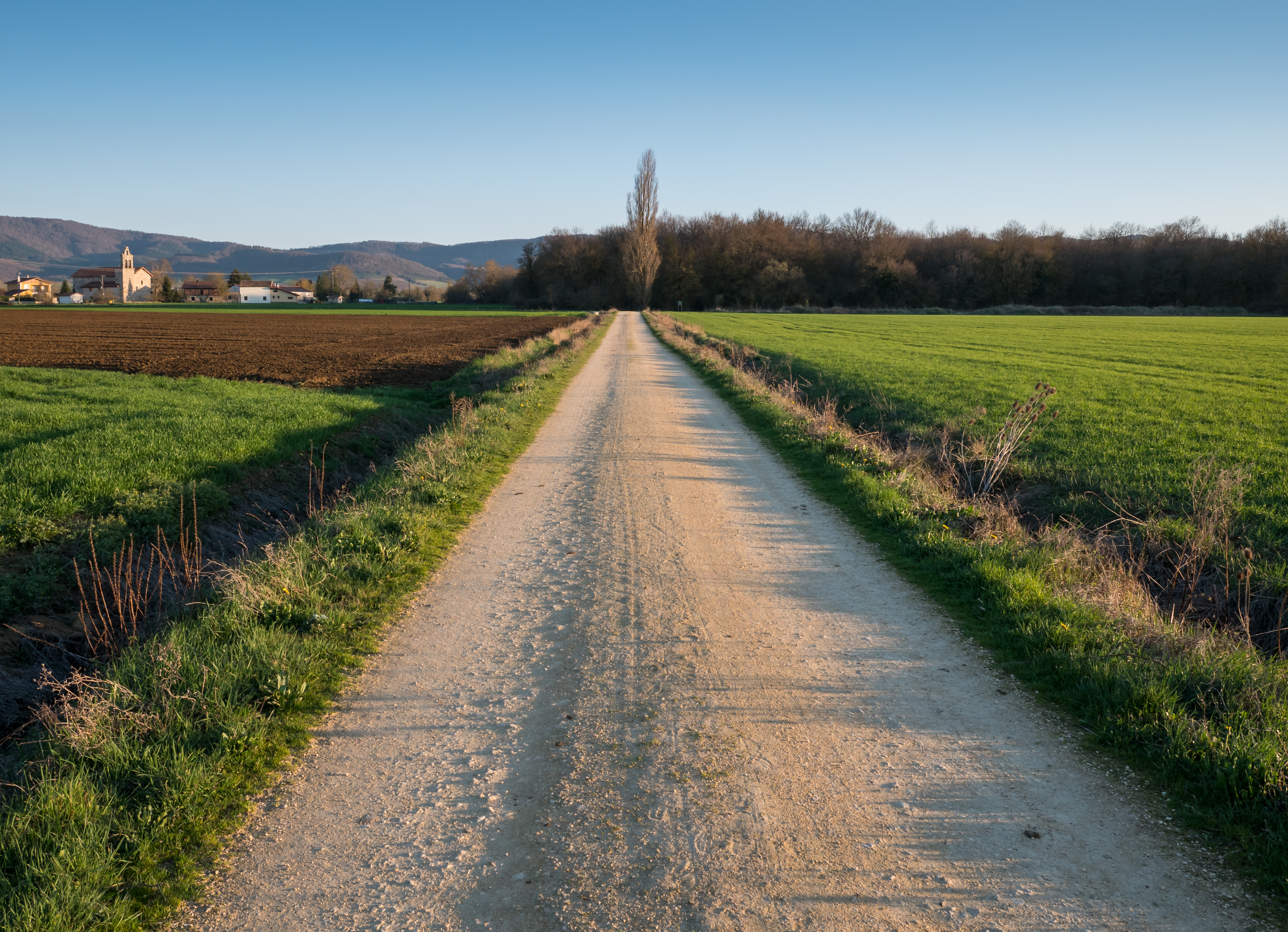
Desde Elburgo, robledal-isla de Elburgo-Gáceta

Los robledales isla de la Llanada Alavesa cumplen una importante función ecológica y presentan una elevada diversidad de especies vegetales y animales, algunas de las cuales se encuentran en situación de amenaza. Al ser la conservación de estos fragmentos de bosque una prioridad en el ámbito de la Llanada de Álava, se impulsó su protección legal. Bajo el amparo de la Directiva Hábitats de 1992, fueron primero declarados Lugares de Importancia Comunitaria. 
Posteriormente, mediante un decreto del Departamento de Medio Ambiente y Política Territorial del Gobierno Vasco (BOPV nº227 de 27 de noviembre de 2015) se los designó como Zona Especial de Conservación (ZEC ES2110013) y se fijaron sus medidas de conservación. Las zonas especiales de conservación ZEC son áreas de gran interés medioambiental para la conservación de la diversidad, designadas por los Estados miembros de la Unión Europea para integrarse dentro de la Red Natura 2000. En el espacio "Robledales Isla de la Llanada Alavesa" se ha constatado la presencia de al menos cinco tipos de hábitats de interés comunitario y varias especies de fauna y flora susceptibles de protección.  

## Flora

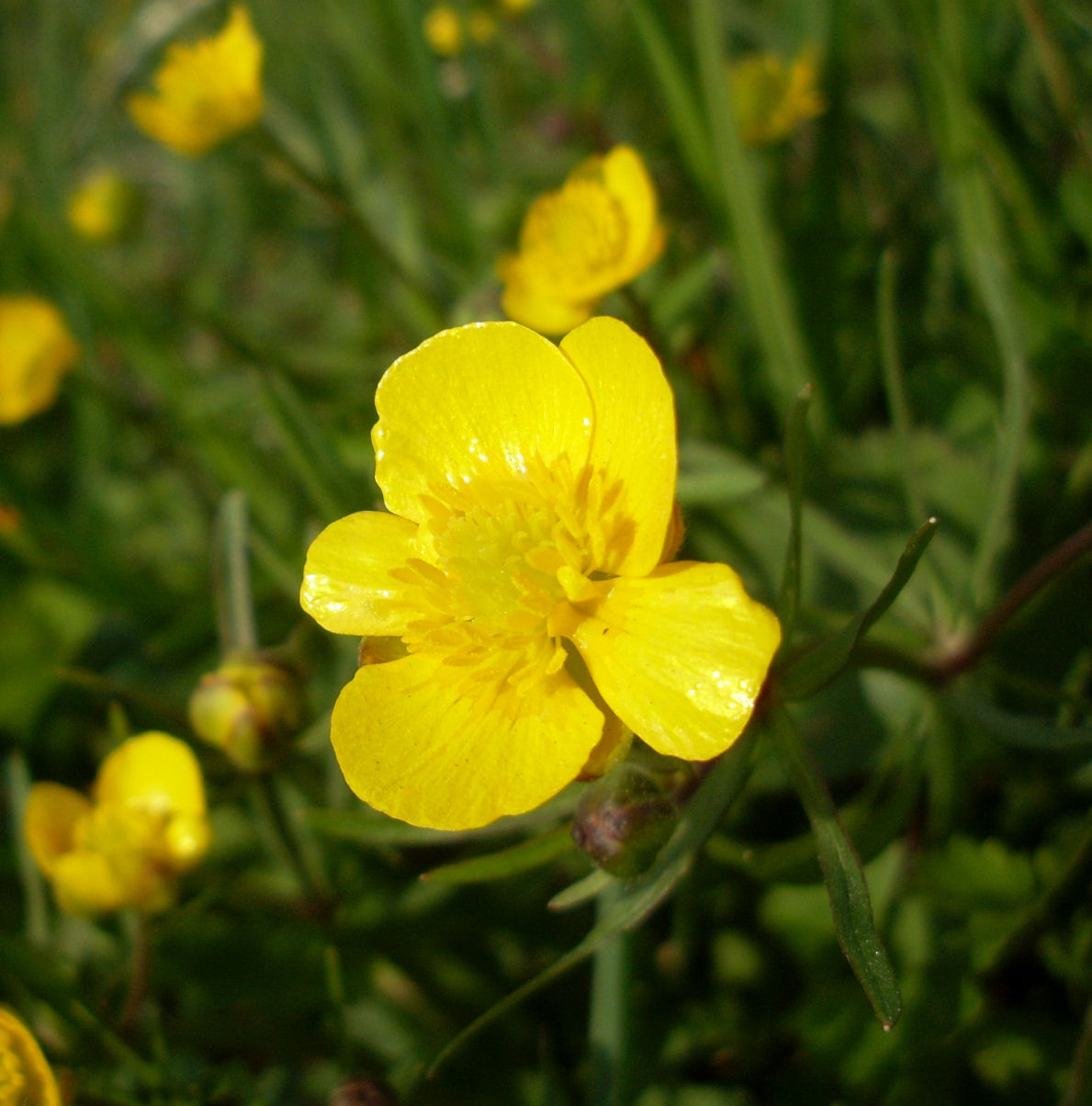
Ranúnculo dorado

La vegetación arbórea de los robledales-isla de la llanada Alavesa está formada principalmente por robles de diversos tipos (predominando el roble pedunculado) a los que acompañan quejigos, marojos, fresnos, arce campestre y arce blanco. El sotobosque de arbustos y herbáceas está bien desarrollado y en algunas zonas llega a ser exuberante gracias a la luminosidad y a la fertilidad de los suelos. Es también frecuente la presencia de majuelos. Dentro de la flora de pequeño tamaño susceptible de protección, se encuentran diferentes especies de narcisos (Narcissus minor ssp.exiguus, Narcissus bulbocodium, Narcissus varduliensis) así como otras plantas como la conocida como lengua de serpiente, la orquídea lagarto, el ranúnculo dorado o el galio nórdico (en franco retroceso). Con las medidas de protección llevadas a cabo con la declaración de área ZEC, se ha potenciado la defensa paisajística y natural del conjunto de estas islas de vegetación.

## Fauna
En general, la riqueza, abundancia y diversidad de fauna en estos lugares está muy condicionada por el pequeño tamaño de los fragmentos forestales conservados, por su aislamiento y por los usos intensivos del territorio que los rodea. Esto dificulta la implantación de poblaciones estables de especies animales forestales y favorece la presencia ocasional. Es por ello que aunque el valor faunístico de la ZEC Robledales isla de la Llanada Alavesa es relativamente bajo (salvo para algunas especies de pequeño tamaño y escasas necesidades territoriales) sí que presentan valor como áreas de tránsito y refugio temporal.
En lo que respecta a los carnívoros, las especies más detectadas han sido el zorro, seguido por el tejón y, a bastante distancia, la garduña, la gineta, la comadreja y otras.

Es de señalar la presencia dentro de esta ZEC alavesa de pequeñas pero estables poblaciones de rana ágil, anfibio muy ligado a los robledales cantábricos y que requiere una protección estricta. En la península ibérica es una especie rara y amenazada, estando restringida su presencia a algunas zonas de Álava, Vizcaya, Burgos y Navarra.

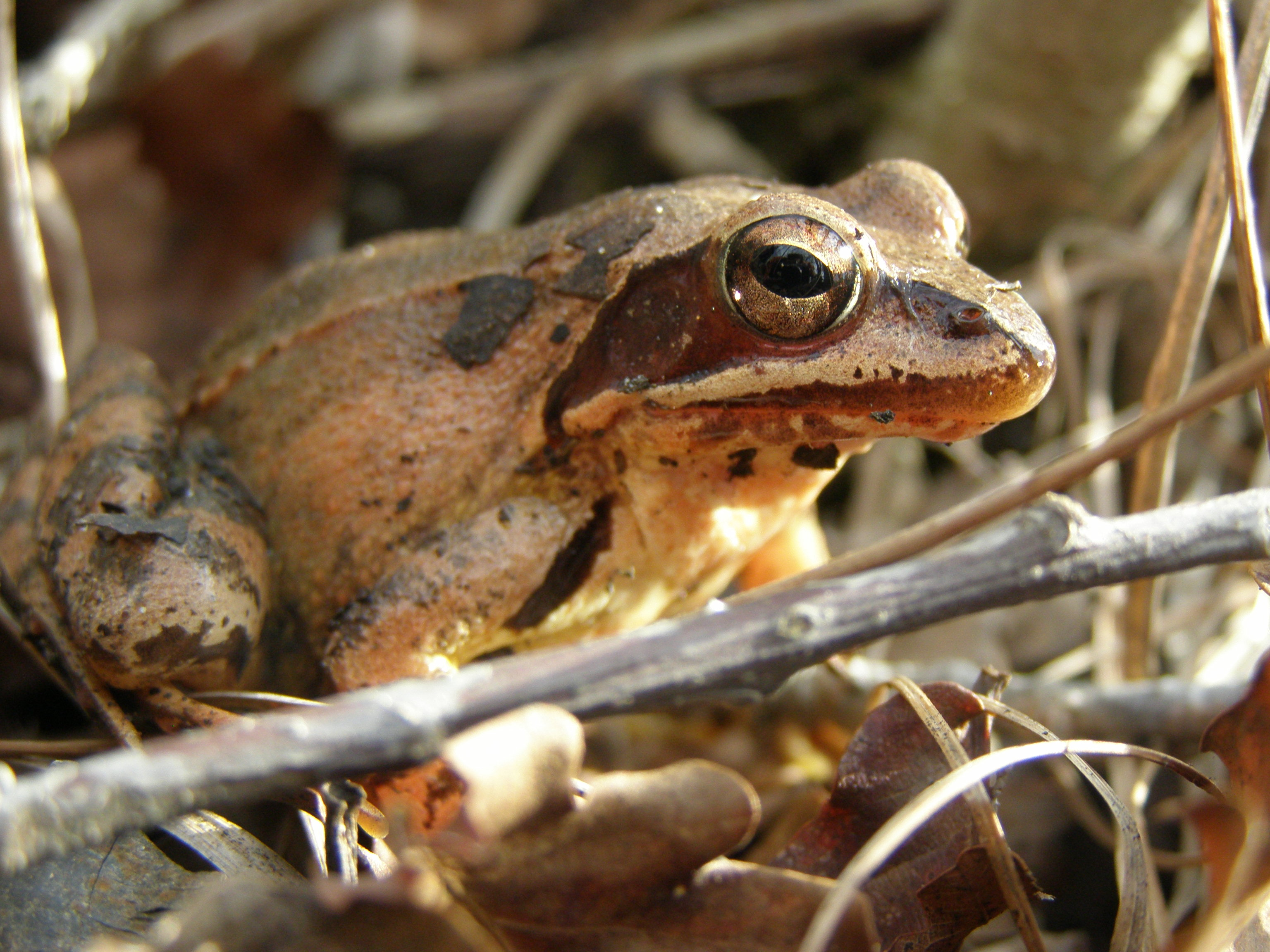
Rana ágil

Estos bosques albergan asimismo diversidad de quirópteros de los que algunas especies se encuentran en peligro de extinción y son objeto de medidas de protección. Los más relevantes, en cuanto a su estado de conservación, son el murciélago de bosque, el ratonero bigotudo, el orejudo dorado y el nóctulo pequeño.
También destaca una considerable representación de la avifauna forestal. Además de las pequeñas especies más habituales, los robledales isla sirven de refugio a otras como el milano real, la aguililla calzada, el gavilán, el alcotán, el cárabo, el chotacabras europeo, los pícidos (Pito real, Pico menor y Pico picapinos), el torcecuello, etc. Es de señalar que la antigua balsa de riego colindante al robledal de Txarakas es frecuentada por aves acuáticas. Dentro de las medidas de protección, se han facilitado zonas adecuadas para potenciar la nidificación (que han sido usadas por la focha común) y sirven de posadero a las aves de paso.